# Hyuna
Hyuna, właśc. Kim Hyun-ah (kor. 김현아, Hancha: 金泫雅, ur. 6 czerwca 1992 w Seulu) – południowokoreańska przedstawicielka k-popu, piosenkarka, raperka, modelka, autorka tekstów oraz tancerka.
Członkini zespołów 4minute, Trouble Maker, Dazzling Red, 4Tomorrow oraz Triple H. W 2007 r. Hyuna zadebiutowała w girlsbandzie Wonder Girls, niedługo po tym opuściła zespół z powodów zdrowotnych. W 2008 r. dołączyła do Cube Entertainment, rok później zadebiutowała z girlsbandem 4minute, gdzie zajęła pozycję głównej raperki, tancerki i twarzy grupy. Zespół został rozwiązany po 7 latach działalności, w 2016 roku. Hyuna stała się bardziej znana, kiedy w 2010 roku wydała swój pierwszy solowy singel „Change”.

## Życiorys

### 1992–2009: Wczesne życie i początki kariery
Hyuna urodziła się 6 czerwca 1992 roku w Seulu w Korei Południowej. Ma dwóch młodszych braci. Ukończyła szkołę średnią Choongam oraz studia ze sztuki współczesnej na uniwersytecie Konkuk. Uczęszczała do gimnazjum Choongam i liceum Korea High School of Music and Arts, a ukończyła studia na Uniwersytecie Konkuk na kierunku Sztuki Współczesne.
W 2006 roku została ogłoszona jako jedna z członkiń grupy Wonder Girls zarządzanej przez JYP Entertainment, jako główna raperka. Zespół zadebiutował wydając single album The Wonder Begins, który ukazał się w lutym 2007 roku. Brała udział w programie telewizyjnym zespołu MTV Wonder Girls, przez dwa sezony, a także od 12 maja do 30 czerwca 2007 roku współprowadziła program Show! Music Core razem z Sohee z Wonder Girls i wokalistą Fly to the Sky – Brianem Joo. Hyuna opuściła Wonder Girls w lipcu, kiedy została usunięta przez rodziców ze względu na ich troskę o jej zdrowie, szczególnie przez przewlekłe zapalenie żołądka i omdlenia. W 2008 roku dołączyła do Cube Entertainment. W maju 2009 roku ogłoszono, że Hyuna zadebiutuje jako członkini grilsbandu 4minute. Grupa zadebiutowała wydając singlel „Hot Issue” 15 czerwca.

### 2009–2010: Solowy debiut i rosnący sukces
Hyuna współpracowała z Lee Gi-kwangiem w piosenką „2009” do jego debiutanckiego albumu First Episode: A New Hero, a także pojawiła się w teledysku do jego singla „Dancing Shoes”, który ukazał się 30 marca 2009 roku. 13 sierpnia ukazał się singel „Wasteful Tears” (kor. 눈물도 아까워) Naviego, w którym piosenkarka gościnnie wystąpiła. Wystąpiła także w piosence Brave Brothers „Bittersweet”, wydanej 18 sierpnia na minialbumie Attitude. Wraz z Han Seung-yeon, Uee i Gain utworzyła grupę projektową „Dream Team Girl Group”, w celu promocji telefonu Samsung Anycall. Ich pierwszy cyfrowy singel, „Tomorrow”, został wydany 6 października 2009 roku, a oficjalny teledysk został wydany 12 października, z udziałem aktora Lee Dong-guna. Hyuna wydała również indywidualną wersję teledysku do tej piosenki, który ukazał się 27 października. Wystąpiła też w południowokoreańskim programie rozrywkowym Invincible Youth.
4 stycznia 2010 roku wydała singel „Change”, który był wysoko notowany na różnych listach przebojów online. Piosenka uplasowała się na czternastej pozycji na liście Gaon Digital Chart 2010 roku, sprzedając się w liczbie 2 469 354 kopii. Dziesięć dni później, 14 stycznia, teledysk do „Change” został oznaczony przez Ministerstwo ds. Równości Płci i Rodziny na „19+” i uznany za nieodpowiedni dla nieletnich. Cube Entertainment oświadczyło, że teledysk zostanie ponownie zmontowany i przesłany do zatwierdzenia. Jednak stacja nadawcza SBS ogłosiła, że teledysk będzie ograniczony dla widzów powyżej 15 roku życia, a MBC ogłosiło, że nadal będzie dostępny dla wszystkich odbiorców. W 2010 roku wydała jeszcze kilka innych singli, w tym „Love Parade” z udziałem członka zespołu T-max – Park Yun-hwa, „Outlaw in the Wild” z udziałem Nassun i wyprodukowany przez E-Tribe. Hyuna wzięła również udział w nagraniu piosenki „Say You Love Me” w duecie z G.NA, do której napisała słowa rapu. W październiku 2010 roku pojawiła się epizodycznie w thrillerze Sim-yaui FM.

### 2011–2015: Powrót z 4minute

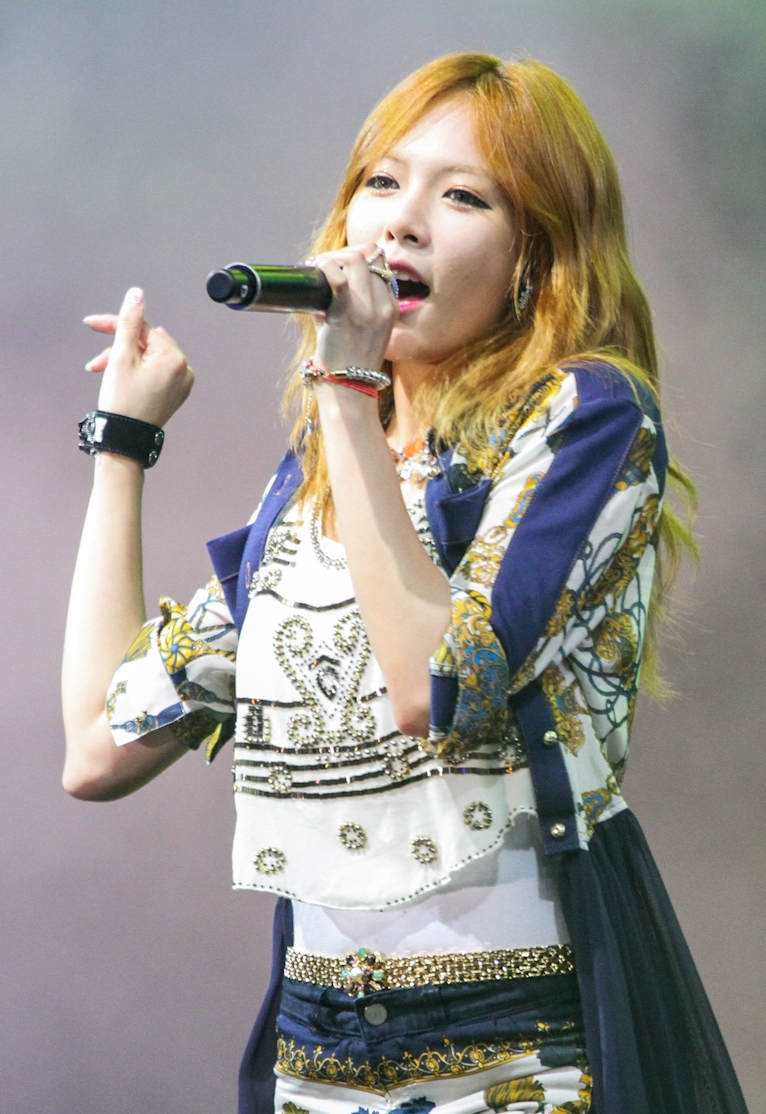
Hyuna (2012 r.)

W 2011 roku Hyuna wystąpiła w koreańskiej wersji Dancing with the Stars. W lipcu tego samego roku wydała swój pierwszy solowy minialbum Bubble Pop!, na którym znalazło się pięć nowych piosenek, w tym utwór tytułowy o tym samym tytule. Singel odniósł globalny sukces i znalazł się na szczycie listy „najczęściej oglądanych dzisiaj” w serwisie YouTube po zdobyciu miliona wyświetleń w ciągu dwóch dni. Ostatecznie stał się pierwszym teledyskiem artysty K-popowego, który przekroczył 100 milionów wyświetleń. Piosenkarka uplasowała się na 17. miejscu na liście Billboardu „21 Under 21”, podczas gdy „Bubble Pop!” znalazł się na dziewiątym miejscu na liście "Best 20 Songs of 2011" magazynu „Spin”. 24 listopada 2011 roku Cube Entertainment ujawniło, że artystka utworzy duet Trouble Maker z Hyunseungiem z zespołu Beast. Ich pierwszy minialbum, zatytułowany Trouble Maker, ukazał się 1 grudnia. Duet wystąpił po raz pierwszy podczas Mnet Asian Music Awards.
14 marca Hyuna ogłosiła wprowadzenie na rynek swojej marki odzieżowej Hyuna x SPICYCOLOR. Wystąpiła także w teledysku do światowego przeboju „Gangnam Style”, nagranego przez PSY'a, który stał się światowym hitem osiągając ponad 3 miliardy wyświetleń na YouTube bijąc tym samym rekord oglądalności w serwisie. Została osobiście wybrana przez PSY'a na początkowym etapie produkcji. Razem z raperem przygotowała własną wersję tej piosenki Oppa Is Just My Style (kor. 오빠 딱 내 스타일) z oddzielnym teledyskiem. Klip został w dwa miesiące od premiery odtworzony ponad 100 milionów razy, osiągając pozycję numer 1 na liście popularności YouTube w listopadzie 2012 roku na kanale Muzyka. 21 października 2012 roku wydała swój drugi solowy minialbum Melting, z głównym singlem „Ice Cream”. Piosenka została wyprodukowana przez Brave Brothers i była pierwszym wspólnym przedsięwzięciem producenta i Hyuny jako artystki solowej. Teledysk do „Ice Cream” został wydany 22 października 2012 roku i zawierał gościnny występ w wykonaniu PSY'a. Utwór ten zwrócił uwagę całego świata, po tym, jak został zaprezentowany przez kilka międzynarodowych mediów. Przyciągnęła rekordową liczbę wyświetleń na YouTube i została wówczas koreańskim teledyskiem, który najszybciej osiągnął 20 milionów wyświetleń. W tym samym miesiącu ogłoszono, że artystka dołączy do czterech innych gwiazd K-popu: Hyolyn z Sistar, Jun Hyo-seong z Secret, Nany z After School i Nicole z Kary, by utworzyć grupę projektową „Dazzling Red”. Grupa wystąpiła podczas SBS Gayo Daejeon w 2012 roku.
24 maja Hyuna nawiązała współpracę z wizażystami Son & Park, aby rozpocząć serię akcji charytatywnych zatytułowanych „Kiss of Hope”, z których zyski zostały przekazane na edukację dzieci w biednych krajach. 11 marca wystąpiła podczas K-Pop Night Out at SXSW w Austin w Teksasie. Następnie udała się do Los Angeles, aby nakręcić skecz Funny or Die z brytyjską piosenkarką Ritą Orą. Teledysk do piosenki „Better Walk” obu piosenkarek miał swoją premierę w Funny or Die 2 kwietnia 2014 roku. W październiku ona i Hyunseung powrócili jako Trouble Maker wydając minialbum Chemistry. Główny singel, „Now”, osiągnął pierwsze miejsce na dziesięciu głównych listach muzycznych w Korei i został uznany przez Instiz.net za All-Kill. Uplasował się także na szczycie listy Billboard K-Pop Hot 100. W lipcu 2014 roku Hyuna wydała swój trzeci minialbum A Talk i główny singel „Red”. W celu promocji płyty artystka wystąpiła we własnym reality show Hyuna's Free Month. „Rolling Stone” wymienił piosenkę na piątym miejscu na swojej liście dziesięciu najlepszych teledysków 2014 roku. Album znalazł się również na szczycie list przebojów na Tajwanie. W sierpniu 2015 roku wydała swój czwarty minialbum A+, z głównym singlem „Because I'm the Best” (kor. 잘나가서 그래) z udziałem Jung Il-hoona.

### Od 2016: Opuszczenie wytwórni
W 2016 roku Hyuna weszła w związek z E'Dawnem, byłym członkiem zespołu Pentagon, co ogłosiła w sierpniu 2018 roku. Następstwem tego było anulowanie przez CUBE Entertainment kontraktu zarówno dla niej, jak i dla E'Dawna.

## Dyskografia

### Minialbumy
| 2011                                           | Bubble Pop! - Wydany: 5 lipca 2011 - Wytwórnia: Cube Entertainment, Universal Music Group - Format: CD, digital download     | 7  | —  | - KOR: 11 232+ |
| 2012                                           | Melting - Wydany: 21 października 2012 - Wytwórnia: Cube Entertainment, Universal Music Group - Format: CD, digital download | 5  | —  | - KOR: 14 190+ |
| 2014                                           | A Talk - Wydany: 28 lipca 2014 - Wytwórnia: Cube Entertainment, Universal Music Group - Format: CD, digital download         | 3  | 13 | - KOR: 8637+   |
| 2015                                           | A+ - Wydany: 21 sierpnia 2015 - Wytwórnia: Cube Entertainment, Universal Music Group - Format: CD, digital download          | 5  | 2  | - KOR: 8469+   |
| 2016                                           | A’wesome - Wydany: 1 sierpnia 2016 - Wytwórnia: Cube Entertainment, Universal Music Group - Format: CD, digital download     | 2  | 4  | - KOR: 9224+   |
| 2017                                           | Following - Wydany: 29 sierpnia 2017 - Wytwórnia: Cube Entertainment, LOEN Entertainment - Format: CD, digital download      | 9  | 5  | - KOR: 8097+   |
| 2021                                           | I’m Not Cool - Wydany: 28 stycznia 2021 - Wytwórnia: P Nation, LOEN Entertainment - Format: CD, digital download             | 17 | –  | - KOR: 14 669+ |
| 2022                                           | Nabillera - Wydany: 20 lipca 2022 - Wytwórnia: P Nation - Format: CD, digital download                                       | 14 | –  | - KOR: 15 177+ |
| "–" oznacza, że wydawnictwo nie było notowane. | |    |    |                |

### Współtworzone minialbumy
Jako Trouble Maker
- 2011: Trouble Maker
- 2013: Chemistry

Jako HyunA & Dawn
- 2021: 1+1=1

### Single
- 2010: „Change”
- 2011: „A Bitter Day”
- 2011: „Bubble Pop!”
- 2011: „Just Follow”
- 2012: „Ice Cream”
- 2013: „My Color”
- 2014: „Blacklist”
- 2014: „Red”
- 2015: „Beacuse I'm The Best (Roll Deep)”
- 2015: „Run & Run”
- 2016: „How is it?”
- 2017: „BABE”
- 2017: „Lip & Hip”
- 2019: „Flower Shower”
- 2021: „I'm Not Cool"